# معضلة بازل
مسألة بازل أو معضلة بازل هي مسألة في التحليل الرياضي ذات صلة بنظرية الأعداد. طرحها بترو منجولي عام 1644[بحاجة لمصدر] وحلها
ليونارد أويلر في عام 1734. وقد عَرض الحل في 5 ديسمبر 1735 في أكاديمية سانت بطرسبرغ للعلوم. صمدَت المسألة ضد هجمات علماء الرياضيات البارزين في ذلك العصر. حل أويلر جلب له شهرة فورية وعمره لم يكن يتجاوز الثامنة والعشرين.
قام أويلر بتعميم طريقة حله، وقد أخذ برنارد ريمان أفكاره لاحقًا بسنوات في بحثه المنشور عام 1859 بعنوان حول عدد الأعداد الأولية الأصغر من عدد ما، والذي حدد فيه دالة زيتا وأثبت خصائصها الأساسية.
سميت المسألة بـمعضلة بازل نسبة إلى المدينة السويسرية بازل، مسقط رأس أويلر والمدينة التي عاشت فيها عائلة برنولي الذين هاجموا المسألة بلا جدوى.
تطالب مسألة بازل بحاصل الجمع الدقيق لمقلوبات مربعات الأعداد الطبيعية، أي حاصل جمع المتسلسلة اللا نهائية:
{\displaystyle \sum _{n=1}^{\infty }{\frac {1}{n^{2}}}={\frac {1}{1^{2}}}+{\frac {1}{2^{2}}}+{\frac {1}{3^{2}}}+\cdots } .
حاصل الجمع التقريبي لهذه المسألة هو 1.644934، ولكن المطلوب هو إيجاد حاصل الجمع الدقيق للمتسلسلة بصورة مبسطة (أي بتعبير منغلق الشكل مثل الكسور)، مع البرهان وهو الذي وجده أويلر π26.
أعلن عن اكتشافه للحل في عام 1735. استندَت حُجج وبراهين أويلر على نتائج رياضية لم يكن مبرهنا عنهن في ذلك الوقت، على الرغم من أن صحتها ثبتت في وقت لاحق. لم يقدم أويلر برهانا صارما على نتيجته هذه إلا في حدود عام 1741.

## نهج أويلر
تحديد أويلر ل π26 مبني على الدراسة الدقيقة لسلوك كثيرات الحدود المنتهية وافتراض أن خصائصها تنطبق على المتسلسلات اللا نهائية.
وبالطبع، تطلب منطق أويلر في الحل تبريرًا (بعد 100 عام، أثبت كارل ويرستراس أن تمثيل أويلر لدالة الجيب متسلسلةً لا نهائية كان صحيحًا، من خلال مبرهنة ويرستراس في التحليل إلى عوامل). لكن حتى من دون مبرر، بفضل الوصول إلى القيمة الصحيحة، والتي تم التأكد منها من خلال جمع حدود منتهية من المتسلسلة. هذا التوافق بين نتيجة أويلر وحاصل جمع تلك الحدود أعطى أويلر ثقة كافية لإعلان نتائجه للمجتمع الرياضي.
لمتابعة برهان أويلر، تُستحضر أولًا متسلسلة تايلور مطبقة على دالة الجيب
{\displaystyle \sin x=x-{\frac {x^{3}}{3!}}+{\frac {x^{5}}{5!}}-{\frac {x^{7}}{7!}}+\cdots }
قسّم الطرفين على x
{\displaystyle {\frac {\sin x}{x}}=1-{\frac {x^{2}}{3!}}+{\frac {x^{4}}{5!}}-{\frac {x^{6}}{7!}}+\cdots }
باستخدام مبرهنة ويرستراس في التحليل إلى عوامل، يُستنتج أن الجانب الأيسر هو حاصل ضرب العوامل الخطية بحلولها، كما نفعل لكثيرات الحدود المنتهية (والذي افترضه أويلر مساعدا لتوسيع درجة كثيرة الحدود اللا نهائية من حيث حلولها، ولكنه بشكل عام ليس دائمًا صحيحًا لكل {\displaystyle P(x)})

{\displaystyle {\begin{aligned}{\frac {\sin x}{x}}&=\left(1-{\frac {x}{\pi }}\right)\left(1+{\frac {x}{\pi }}\right)\left(1-{\frac {x}{2\pi }}\right)\left(1+{\frac {x}{2\pi }}\right)\left(1-{\frac {x}{3\pi }}\right)\left(1+{\frac {x}{3\pi }}\right)\cdots \\&=\left(1-{\frac {x^{2}}{\pi ^{2}}}\right)\left(1-{\frac {x^{2}}{4\pi ^{2}}}\right)\left(1-{\frac {x^{2}}{9\pi ^{2}}}\right)\cdots \end{aligned}}}
لو ضربنا كل حدود x2 وجمعناهم في جهة (يمكن فعل ذلك، حسب متطابقات نيوتن) سنرى بالاستقراء بأن معامل x2 لـsin xx هو:

{\displaystyle -\left({\frac {1}{\pi ^{2}}}+{\frac {1}{4\pi ^{2}}}+{\frac {1}{9\pi ^{2}}}+\cdots \right)=-{\frac {1}{\pi ^{2}}}\sum _{n=1}^{\infty }{\frac {1}{n^{2}}}.}
ولكن من متسلسلة الجيب الأصلية sin xx معامل x2 هو −13! = −16، وعليه فيجب أن يكون هذان المعاملان متساويين، وهكذا:
{\displaystyle -{\frac {1}{6}}=-{\frac {1}{\pi ^{2}}}\sum _{n=1}^{\infty }{\frac {1}{n^{2}}}.}
والآن بضرب كِلا الطرفين بـ−π2 سنحصل على ناتج هذه المسألة
{\displaystyle \sum _{n=1}^{\infty }{\frac {1}{n^{2}}}={\frac {\pi ^{2}}{6}}.}
طريقة حساب {\displaystyle \zeta (2)} مُفصّلة بطريقة مميزة في كتاب جاما هافل (بالإنجليزية: Havil's Gamma)‏ والذي يُورد الكثير من تفاصيل دالة زيتا، والمتسلسلات المتعلقة باللوغارتمات، والتكامل، بالإضافة للمنظور التاريخي المرتبط بثابت أويلر جاما.

## دالة زيتا لريمان
دالة زيتا لريمان ζ(s) هي واحدة من أهم الدوال في الرياضيات نظرا لعلاقتها بتوزيع الأعداد الأولية. تعرف دالة زيتا لريمان عند كل عدد عقدي s جزؤه الحقيقي أكبر قطعا من الواحد بالصيغة التالية:
{\displaystyle \zeta (s)=\sum _{n=1}^{\infty }{\frac {1}{n^{s}}}.}
إذا كان المتغير s مساويا لاثنين، فإنه يتبين أن {\displaystyle \zeta (2)} يساوي مجموع مقلوبات مربعات جميع الأعداد الصحيحة الطبيعية :
{\displaystyle \zeta (2)=\sum _{n=1}^{\infty }{\frac {1}{n^{2}}}={\frac {1}{1^{2}}}+{\frac {1}{2^{2}}}+{\frac {1}{3^{2}}}+{\frac {1}{4^{2}}}+\cdots ={\frac {\pi ^{2}}{6}}\approx 1.644934.}
يمكن البرهان على تقارب هذه المتسلسلة من خلال ما يلي
{\displaystyle {\begin{aligned}\sum _{n=1}^{N}{\frac {1}{n^{2}}}&<1+\sum _{n=2}^{N}{\frac {1}{n(n-1)}}\\&=1+\sum _{n=2}^{N}\left({\frac {1}{n-1}}-{\frac {1}{n}}\right)\\&=1+1-{\frac {1}{N}}\;{\stackrel {N\to \infty }{\longrightarrow }}\;2.\end{aligned}}}
يمكن البرهان أيضا على أن ل ζ(s) تعبيرا بسيطا مستعملا أعداد برنولي كلما كان s يساوي عددا صحيحا طبيعيا زوجيا. إذا كان s = 2n فإن :
{\displaystyle \zeta (2n)={\frac {(2\pi )^{2n}(-1)^{n+1}B_{2n}}{2\cdot (2n)!}}.}

## دليل قاطع باستخدام متسلسلة فورييه
استعمل متطابقة بارسيفال (مطبقةً على الدالة f(x) = x) من أجل الحصول على ما يلي:
{\displaystyle \sum _{n=-\infty }^{\infty }|c_{n}|^{2}={\frac {1}{2\pi }}\int _{-\pi }^{\pi }x^{2}\,dx,}
حيث
{\displaystyle {\begin{aligned}c_{n}&={\frac {1}{2\pi }}\int _{-\pi }^{\pi }xe^{-inx}\,dx\\[4pt]&={\frac {n\pi \cos(n\pi )-\sin(n\pi )}{\pi n^{2}}}i\\[4pt]&={\frac {\cos(n\pi )}{n}}i\\[4pt]&={\frac {(-1)^{n}}{n}}i\end{aligned}}}
for n ≠ 0, and c0 = 0. Thus,
{\displaystyle |c_{n}|^{2}={\begin{cases}{\dfrac {1}{n^{2}}},&{\text{for }}n\neq 0,\\0,&{\text{for }}n=0,\end{cases}}}
و
{\displaystyle \sum _{n=-\infty }^{\infty }|c_{n}|^{2}=2\sum _{n=1}^{\infty }{\frac {1}{n^{2}}}={\frac {1}{2\pi }}\int _{-\pi }^{\pi }x^{2}\,dx.}
إذن،
{\displaystyle \sum _{n=1}^{\infty }{\frac {1}{n^{2}}}={\frac {1}{4\pi }}\int _{-\pi }^{\pi }x^{2}\,dx={\frac {\pi ^{2}}{6}}}
وهذا ينهي البرهان.

## برهان كوشي

### البرهان
يعتمد هذا البرهان على المتراجحة التالية:
{\displaystyle {\tfrac {1}{2}}r^{2}\tan \theta >{\tfrac {1}{2}}r^{2}\theta >{\tfrac {1}{2}}r^{2}\sin \theta }
بقلب حدود هذه المتراجحة وحساب مربعاتهن، يحصل على ما يلي:
{\displaystyle \cot ^{2}\theta <{\tfrac {1}{\theta ^{2}}}<\csc ^{2}\theta }
حيث {\displaystyle \cot } هي دالة الظل التمام و{\displaystyle \csc } هي دالة القاطع التمام.
يتمثل هذا البرهان في الحصول على متسلسة أصغر من مجموع مربعات مقلوبات الأعداد الطبيعية باستعمال هذه الصيغة المثلثية، تؤول إلى {\displaystyle \pi ^{2}/6}، والحصول على متسلسلة ثانية أكبر من مجموع مربعات مقلوبات الأعداد الطبيعية تؤول إلى {\displaystyle \pi ^{2}/6}، هي الأخرى.

## طالِع أيضًا
- دالة زيتا لريمان
- ثابتة أبيري

## الملاحظات
1. ↑  Ayoub، Raymond (1974). "Euler and the zeta function". Amer. Math. Monthly. ج. 81: 1067–86. مؤرشف من الأصل في 2019-08-14.
2. ↑  E41 – De summis serierum reciprocarum نسخة محفوظة 25 مارس 2018 على موقع واي باك مشين.
3. ↑  قالب:Cite OEIS
4. ↑  بديهيًّا، بما أن الجانب الأيسر هو كثيرة حدود (من درجة لا نهائية) يمكننا أن نكتبها حاصلَ ضرب حلولها:
{\displaystyle {\begin{aligned}\sin(x)&=x(x^{2}-\pi ^{2})(x^{2}-4\pi ^{2})(x^{2}-9\pi ^{2})\cdots \\&=Ax\left(1-{\frac {x^{2}}{\pi ^{2}}}\right)\left(1-{\frac {x^{2}}{4\pi ^{2}}}\right)\left(1-{\frac {x^{2}}{9\pi ^{2}}}\right)\cdots .\end{aligned}}}
الآن، بما أننا نعرف من علم الحسبان الأولي أن: {\displaystyle \lim _{x\rightarrow 0}{\frac {\sin(x)}{x}}=1} نستطيع استنتاج أن الثابت الرئيس يستوفي هذا الشرط {\displaystyle A=1}.
5. ↑  بصفة خاصة، عندما نقول بأن {\displaystyle H_{n}^{(2)}:=\sum _{k=1}^{n}k^{-2}} إشارة إلى الدرجة الثانية من الرقم التناسقي، نستطيع بسهولة أن نبرهن بـالاستقراء الرياضي بأن {\displaystyle [x^{2}]\prod _{k=1}^{n}\left(1-{\frac {x^{2}}{\pi ^{2}}}\right)=-{\frac {H_{n}^{(2)}}{\pi ^{2}}}\rightarrow -{\frac {\zeta (2)}{\pi ^{2}}}} طالما {\displaystyle n\rightarrow \infty }.
6. ↑  Havil، J. (2003). Gamma: Exploring Euler's Constant. Princeton, New Jersey: Princeton University Press. ص. 37–42 (الفصل 4). ISBN:0-691-09983-9.{{استشهاد بكتاب}}:  صيانة الاستشهاد: التاريخ والسنة (link)